# Петре Пирузе
Петре Пирузе – Мајски (Охрид, 5. мај 1907 — Охрид, СР Македонија, 12. јануар 1980), правник, учесник Народноослободилачке борбе и револуционар.

## Биографија
Рођен је 5. маја 1907. године у Охриду. Уписао је Правни факултет у Београду, где се укључио у револуционарни студентски покрет. После тога је деловао као адвокатски приправник у Охриду. Од 1941. године, био је члан и први секретар организације КПЈ у граду. 

Након окупације Југославије и избијања оружаног устанка у Македонији, био је један од организатора устанка у Дебарци. За време рата био је командант Друге оперативне зоне и руководилац Народноослободилачког покрета у Западној Македонији.
Био је члан Главног штаба НОВ и ПО Македоније и делегат на Другом заседању Антифашистичког већа народног ослобођења Југославије. Био је и члан Иницијативног одбора за одржавање Првог заседања Антифашистичког собрања народног ослобођења Македоније, делегат на његовом Првом заседању и члан Президијума.
Био је први повереник за правосуђе Македоније од 1944. до 1945. и члан Комисије за израду македонске азбуке 1944. године. Након формирања прве владе НР Македоније био је судија Врховног суда Југославије у Београду од 1946. до 1950. године.
Године 1950. оптужен је да стоји на „линији Информбироа“ и служио је робију на Голом отоку до 1954. године. Након завршетка робије, рехабилитован је 1966. године. Радио је као правник у Савезној управи за ветеринарство у Београду. Године 1970. поново је примљен за члана СКЈ.
Умро је 12. јануара 1980. године у Охриду.
Носилац је Партизанске споменице 1941. и осталих југословенских одликовања.

## Галерија
- Спомен-плоча испред зграде у Охриду у којој је бугарски суд 1941. осудио Пирузеа на смрт у одсуству због дизања оружаног устанка у Македонији.
- Пирузе, као командант Друге оперативне зоне, држи говор пред борцима у селу Велмеју 1944, Дебарца.
- Биста у Охриду.